# Église du Sacré-Cœur de Tsedjrong
L'église du Sacré-Cœur de Tsedjrong (chinois traditionnel : 茨中聖心堂 ; chinois simplifié : 茨中圣心堂 ; pinyin : Cízhōng Shèngxīn táng), communément connue sous le nom d'église catholique de Tsedjrong, ou de Cizhong (chinois : 茨中教堂 ; pinyin : Cízhōng jiàotáng), appelée également église catholique tibétaine du village de Tsedjrong (茨中村, Cízhōng cūn, Wade : Tse-chung ts'un, Tsé-Tchong) a été fondée par des missionnaires français de la Société des missions étrangères de Paris en 1867. Elle se trouve dans le village de Tsedjrong, Cizhong, Tsé-Tchong, Tsedjong, Tsechung, ou encore Tsé-Zhong (tibétain : ཊསེ་ཌྲོ, THL : Tsedro), canton de Yanmen (zh) dans le xian de Dêqên (préfecture autonome tibétaine de Dêqên), dans la corne nord-ouest du Yunnan. Cette région est considérée par certains comme la région sud-est de la province tibétaine du Kham.
Elle est classée dans la liste des sites historiques et culturels majeurs protégés au niveau national pour la province du Yunnan (zh) depuis 2006, sous le numéro de catalogue 6-1054.
Historiquement, l'église faisait partie du diocèse de Kangding. Aujourd'hui, elle relève de l'administration du diocèse de Dali. C'est du moins ainsi que l'Église patriotique catholique chinoise (en) trace actuellement les limites du diocèse. Du point de vue du Vatican, l'église appartient toujours au diocèse de Kangding.

## Histoire
Elle est située dans le village de montagne de Tsedjrong, sur la rive droite du Mékong (Lancang). Elle a d'abord été construite en 1867 dans le village de Tsekou (Cigu), près de Tsedjrong, sur le site d'une lamaserie, et consacrée au Sacré-Cœur.
Totalement mise à sac et incendiée au cours de la révolte en 1905 (au cours de laquelle le père Jules Dubernard, fondateur de la mission, fut martyrisé), elle a été reconstruite dans le village de Tsedjrong, les travaux ayant duré trois ans, de 1909 à 1911 sous la supervision du père Théodore Monbeig, et bénie à l'Épiphanie. L'église catholique de Tsedjrong est alors devenue, selon La Chine au présent, le centre catholique de la province du Yunnan. Son architecture s'inspire des styles occidental et chinois.
Non loin se trouve une vigne plantée par les missionnaires, notamment pour le vin de messe. Le scientifique Heinrich von Handel-Mazzetti y est l'hôte des missionnaires (les pères Pierre Valentin et  Jean-Louis Lesgourgues) le 6 septembre 1915. Il traverse le fleuve sur le pont de corde au village de Tsékou, ces derniers lui ayant assuré qu'il rencontrerait rapidement des obstacles insurmontables en remontant rive droite. Le père Pierre Valentin y est curé de 1915 à 1920. Il a échappé en 1913 dans le xian de Batang à l'épidémie de peste, puis en 1920 il tombe malade du typhus qui décime la région . Le père Jean-Baptiste Ouvrard lui succède et devient procureur de la région, jusqu'à sa mort, due à la typhoïde, le 25 juillet 1930. Il a porté le nombre de ses chrétiens à 700. Le père Francis Goré lui succède en novembre, prenant également la charge de procureur. Il y demeure jusqu'en 1952. En mai 1940, le P. Angelin Lovey de la congrégation du Grand-Saint-Bernard (dont une douzaine de confrères sont arrivés au Tibet depuis 1933) l'y rejoint en tant que vicaire, après un interim du P. Georges André. Ce sont les derniers prêtres qui demeurèrent ici. Ils reçoivent un ordre d'expulsion en 1951 de la part des communistes, mais n'en tiennent pas compte. Ils sont finalement renvoyés à Weixi au printemps 1952, puis expulsés à Hong Kong.
À proximité de l'église, et fondé en 1904, se trouvait un couvent de religieuses tibétaines, à la fois catéchistes, infirmières et enseignantes. En 1940, il comptait dix-huit religieuses. Les chanoines suisses et les pères des Missions étrangères sont chassés du Tibet en 1952, le dernier chanoine arrivé étant le père Alphonse Savioz qui y travailla de 1947 à 1952.
Alexandra David-Néel et Aphur Yongden séjournèrent à Tsedjrong en octobre 1923, où ils furent reçus par le père Jean-Baptiste Ouvrard.
Le père Francis Goré, qui vécut ici vingt-et-un ans, de 1931 à 1952, parlait et lisait couramment le tibétain, le chinois, l'anglais, l'allemand et le latin et y avait une bibliothèque, la salle est toujours présente. Le père Émile Burdin (1909-1945) y vécut pendant un an à son arrivée en 1936 aux Marches du Tibet pour apprendre la langue auprès du père Goré.
Les soldats de l'armée populaire de libération arrivèrent à Tsedjrong en avril 1950. Se montrant d’abord conciliants envers les catholiques, ils durcirent le ton en octobre 1950 lors de l'intervention militaire chinoise au Tibet. Les missionnaires sont assignés successivement à résidence dans la mission de Weixi, entre la fin de l'année 1951 et le printemps 1952, avant d’être expulsés vers Hong Kong,. Comme ailleurs dans la région, débute une période de répression.  Un Tibétain, baptisé Bernard, fut emprisonné pendant vingt-deux ans pour avoir assisté les missionnaires étrangers.
Durant la révolution culturelle, l’église, le presbytère et ses bâtiments sont réquisitionnés et transformés en entrepôts, en étables, en salles de réunion et en école, puis, l'église est rendue au culte en 1982. Elle a été classée monument historique en 1990 et restaurée au début des années 1990.
Sur le fronton, une inscription se lit en latin Venite ad me omnes qui laboratis et onerati estis (« Venez à moi, vous tous qui peinez sous le poids du fardeau»). Les retranscriptions en chinois et en tibétain ont disparu durant la révolution culturelle, de même que les statues et le couvent des religieuses. La cloche qui avait été apportée de France par les missionnaires fut descendue et jetée dans le Mékong.
En 2012, les trois quarts du village et des environs sont de confession catholique, ce qui représente environ 1 300 fidèles. L'église est desservie par un prêtre originaire de Mongolie-Intérieure, envoyé ici par le diocèse de Kunming (non reconnu par le Saint-Siège), le P. Yao Fei, nommé en février 2008, premier curé permanent depuis l'expulsion des missionnaires. Il dessert également six chapelles de villages environnants. Cependant les projets de constructions de barrages dans les hautes vallées et l'avènement du tourisme avec l'extension du réseau routier bouleversent les modes de vie traditionnels.
Le vignoble a fait l'objet d'un film documentaire d'Éric Michaud, Chine : les vignobles de l'Himalaya (2019, 26') de la série documentaire Des vignes et des hommes, diffusée sur la chaîne Arte-TV. Depuis 2000, grâce à l'association Les Sentiers du ciel, une coopérative de 30 membres s'est constituée, autour de Bertrand Cristau (de passage) et de Mu Chao (Chinois formé en France, permanent), pour produire un vin de qualité.
L'expérience a amené un grand groupe viticole étranger à investir dans un nouveau domaine, de 28 hectares, "Ao Yun", autour du village de Yongzon, à 80 km de Cizhong, autour de Maxence Dulou (responsable général) et David (Chinois formé en France).

## Galerie

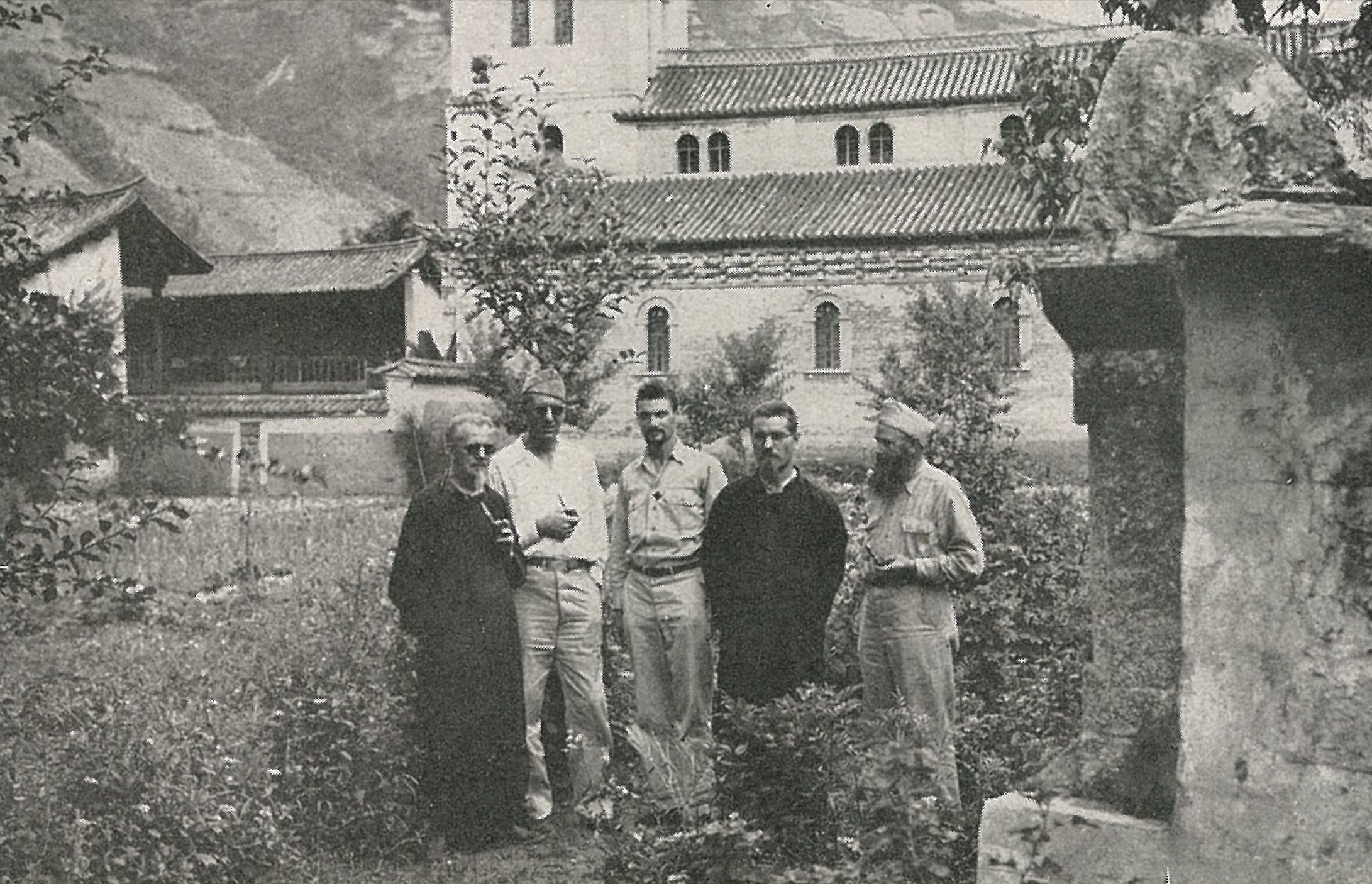
L'église entre les années 1937 et 1945. De gauche à droite : Francis Goré, Robert Chappelet, Christian Simonnet, Angelin Lovey et Louis Duc.
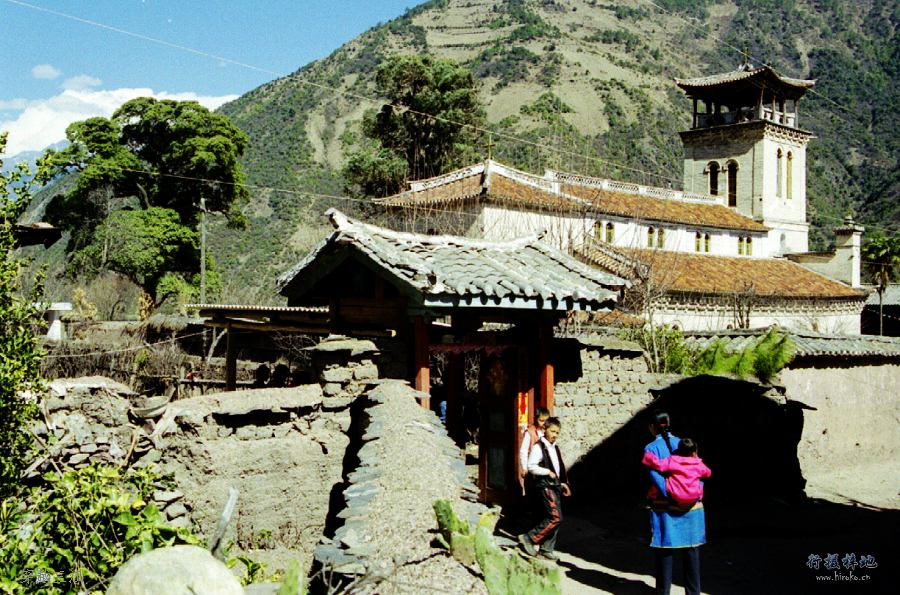
Vue latérale
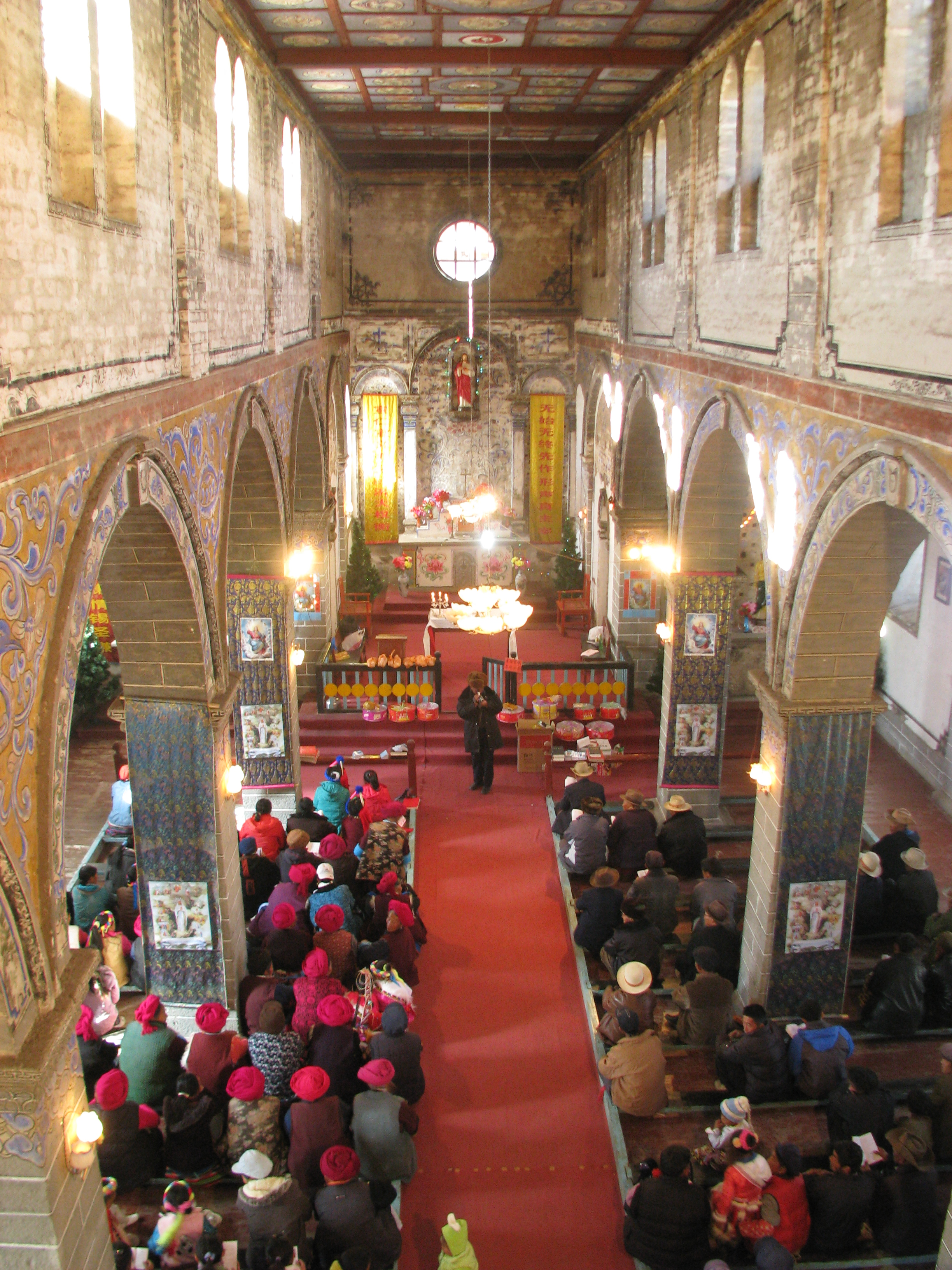
Vue intérieure
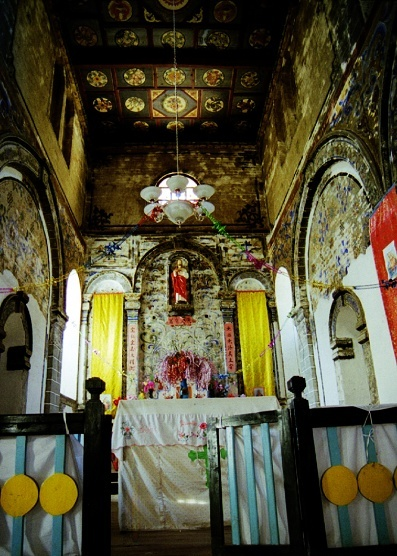
Maître-autel avec statue de dévotion du Sacré-Cœur